# 차의 페놀 성분

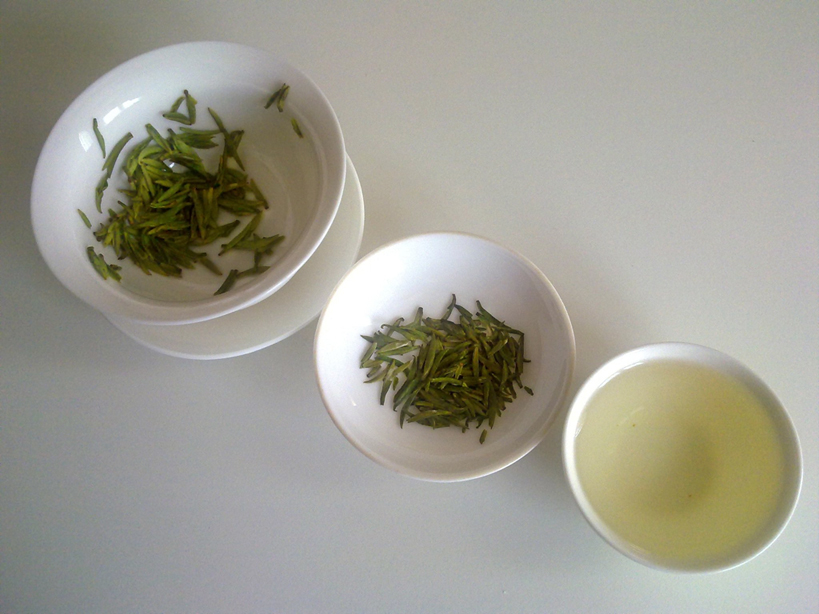
녹차에 함유된 폴리페놀의 대부분은 플라반-3-올(카테킨)이다.

차의 페놀 성분(Phenolic content in tea)은 차에 함유된 천연 식물 화합물인 페놀류와 폴리페놀을 말한다. 이러한 화합물은 차의 풍미와 식감에 영향을 미친다. 차의 폴리페놀에는 카테킨, 테아플라빈, 탄닌, 플라보노이드가 포함된다.
녹차에 함유된 폴리페놀에는 에피갈로카테킨 갈레이트(EGCG), 에피갈로카테킨, 에피갈로카테킨 갈레이트, 에피카테킨 등이 있으며, 캠페롤, 퀘르세틴, 미리시틴과 같은 플라바놀도 녹차에 함유되어 있다.

## 연구
2020년 연구에 따르면, 매일 차를 섭취하면 심혈관계 질환 및 사망 위험을 낮출 수 있다는 증거가 낮음에서 중간 정도의 수준으로 나타났다.

## 같이 보기
- 포도주의 페놀 성분